# Vibrio harveyi
Vibrio harveyi o Vibrio balticum és una espècie de bacteri gram-negatiu bioluminiscent marí del gènere Vibrio. És competent tant en el metabolisme fermentatiu com en el respiratori. No creix per sota dels 4 °C ni per sobre dels 35 °C. V. harveyi es pot trobar com a organisme lliure en aigües tropicals marines o com a comensal o patogen de diversos animals marins. V. harveyi és el responsable de la vibriosi luminosa, una malaltia que afecta les gambes d'aqüicultura. A més, es creu que V. harveyi és la causa de l'aspecte lletós de l'aigua de mar, també anomenat mar bioluminescent.